# Christopher Kelk Ingold

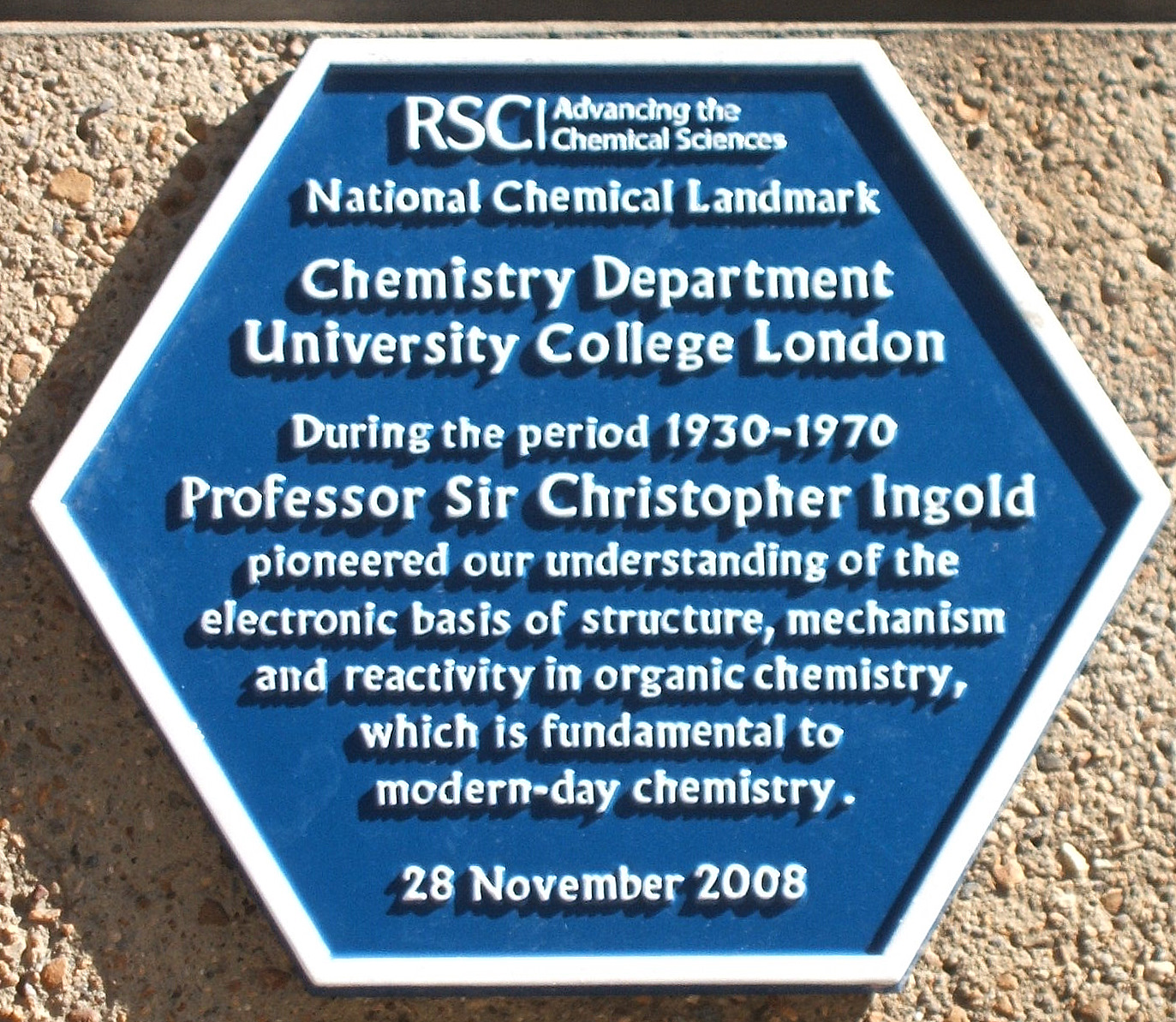
Pamětní deska na University College London na počest jejího profesora sira Christopher Kelk Ingolda

Christopher Kelk Ingold (28. října 1893 Londýn – 8. prosince 1970 Londýn) byl britský organický chemik a profesor University College London. Zabýval se především mechanismem organických reakcí a mezomerií. Je považován za jednoho z hlavních průkopníků fyzikální organické chemie.
Jeho práce ve 20.–30. letech 20. století o reakčních mechanismech a elektronové struktuře organických sloučenin zavedla pojmy jako nukleofil, elektrofil, induktivní a rezonanční efekty, substituční reakce SN1, SN2 a eliminační reakce E1 a E2.
Christopher Kelk Ingold je autorem a spoluautorem 443 článků. Mezi jeho významné studenty patří Peter de la Mare, Ronald Gillespie a Ronald Nyholm.

## Vzdělání a kariera
Christopher Kelk Ingold se narodil 28. října 1893 v Londýně obchodníkovi s hedvábím, který zemřel na tuberkulózu. Synovi bylo tehdy pět let. Svá vědecká studia zahájil na Hartley University College v Southamptonu (nyní Southampton University) a v roce 1913 získal externí bakalářský titul na Londýnské univerzitě.
V roce 1913 nastoupil do laboratoře Jocelyn Field Thorpeho na Imperial College v Londýně s krátkou přestávkou v letech 1918–1920, během níž prováděl výzkum chemických zbraní a výroby jedovatých plynů v Cassel Chemical v Glasgow.
V roce 1918 mu byl udělen titul PhD. V roce 1920 získal titul MSc na University of London a vrátil se na Imperial College, aby opět pracoval s Jocelyn Field Thorpem. V roce 1921 získal titul DSc a v následujících letech pracoval jako lektor organické chemie.
V roce 1924 se přestěhoval na univerzitu v Leedsu, kde strávil šest let jako profesor organické chemie po boku své manželky Dr. Edith Hildy Ingold. V roce 1930 se vrátil do Londýna, kde byl v letech 1937 až 1961 vedoucím katedry chemie na University College London (UCL). Do důchodu odešel v roce 1961 a v roce 1970 zemřel.

## Výzkum

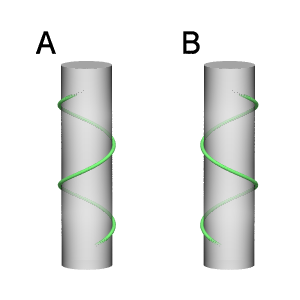
Příklad chirality – šroubovice s opačnou chiralitou (A pravotočivá, B levotočivá)

Příklad chirality – enantiomery aminokyseliny

Během svého studia alkylhalogenidů našel Ingold důkazy o dvou možných reakčních mechanismech nukleofilních substitučních reakcí. Zjistil, že primární a sekundární alkylhalogenidy prošly jednostupňovým mechanismem (SN2), zatímco terciární alkylhalogenidy prošly dvoustupňovým mechanismem (SN1). Zjistil také, že reakce primárních a sekundárních alkylhalogenidů s nukleofily závisí jak na koncentraci alkylhalogenidu, tak na koncentraci nukleofilu. Naopak reakce terciárních alkylhalogenidů s nukleofily byly závislé pouze na koncentraci alkylhalogenidu.

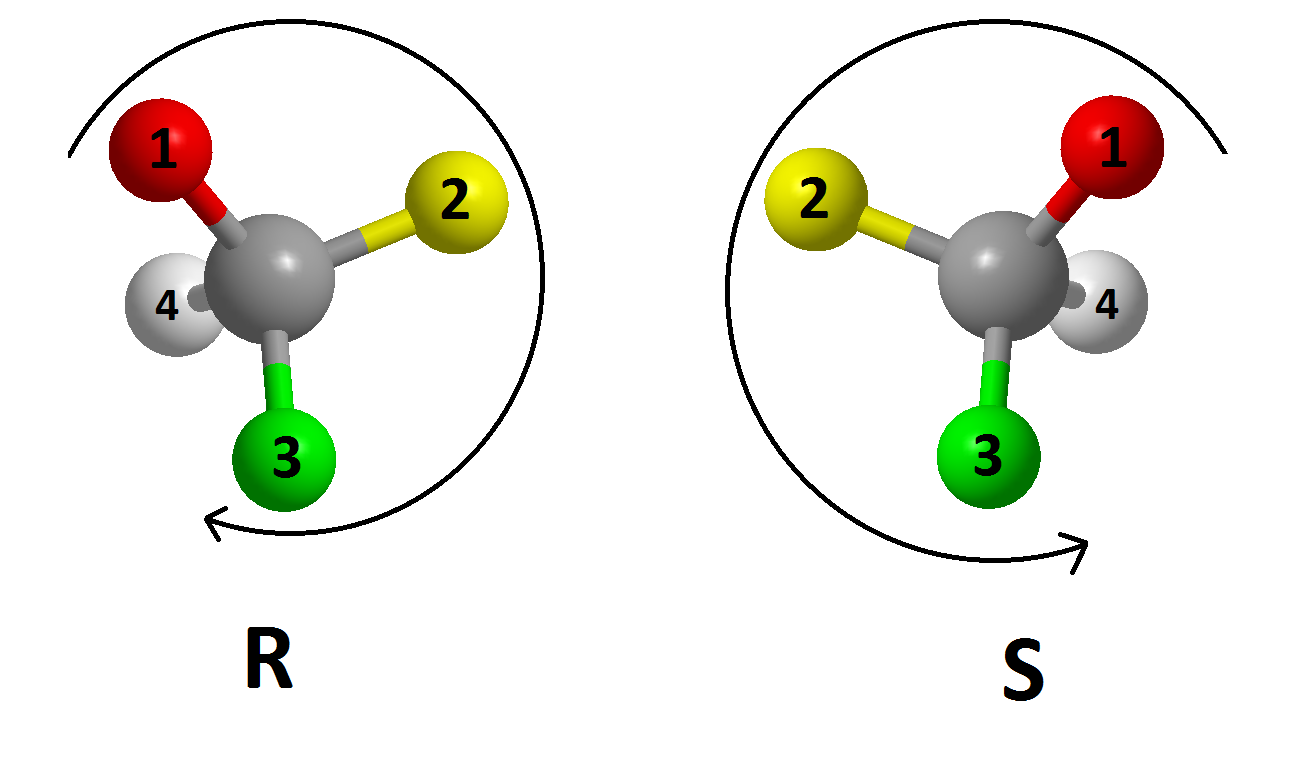
Příklad uplatnění Cahn-Ingold-Prelog prioritních pravidel (R/S)

Je spoluautorem Cahn-Ingold-Prelog (CIP) prioritních pravidel v organické chemii, která jsou pojmenovaná po Robertu Sidney Cahnovi, Christopheru Kelkovi Ingoldovi a Vladimiru Prelogovi. Tato pravidla popisují standardní proces pro úplné a jednoznačné pojmenování stereoizomeru molekuly a jsou unikátním systémem pro pojmenování stereocenter chirálních molekul. Pravidla CIP přiřazují nomenklaturu R a S sloučeninám s jedním stereocentrem a nomenklaturu E a Z sloučeninám s dvojnými vazbami. Tímto způsobem mohou být celé molekuly jednoznačně specifikovány.
Je spoluautorem Hughesových-Ingoldových symbolů, které popisují různé reakční mechanismy. Systém je pojmenován po britských chemicích Edwardu D. Hughesovi a Christopheru Kelkovi Ingoldovi. Například reakce SN2 je substituční reakce (S) s nukleofilním procesem (N), který je bimolekulární (2 zapojené molekulární entity). Reakce SE2 znamená elektrofilní substituci. Naproti tomu reakce E2 je eliminační reakce.
V roce 1915 se stal spoluautorem Thorpe-Ingoldova efektu, což je úhlová komprese při cyklických reakcích, kdy velké substituenty podporují uzavření kruhu a intramolekulární reakce.
V roce 1953 vydal učebnici Struktura a mechanismus v organické chemii, která je považována za základní kámen organické chemie. Zabývá se strukturou organických molekul a reakcemi elektrofilní aromatické substituce, nukleofilní alifatické substituce, adice, eliminace a přesmyky.

## Vyznamenání
- V roce 1920 byl Ingold vyznamenán Medailí britského impéria (British Empire Medal, BEM) za svůj válečný výzkum, který zahrnoval velkou odvahu při provádění práce v jedovatém ovzduší a riskování svého života při několika příležitostech při prevenci vážných nehod, ačkoli o tomto ocenění ani o tomto období svého života nikdy nemluvil.[11]
- V roce 1924 byl zvolen členem Královské společnosti (Royal Society for the Improvement of Natural Knowledge).[8]
- V roce 1951 obdržel Longstaffovu medaili Královské chemické společnosti, v roce 1952 Královskou medaili a v roce 1958 byl povýšen do rytířského stavu.
- V roce 1958 byl zvolen do Americké akademie umění a věd.
- V roce 1969 byla budova Katedry chemie University College London pojmenována Sir Christopher Ingold.
- Několikrát byl nominován na Nobelovu cenu za chemii, ale nikdy ji nezískal.

## Osobní život
V roce 1923 se oženil s Dr. Edith Hildou Ingold (rodné jméno Usherwood). Byla to kolegyně chemička, se kterou spolupracoval. Měli spolu dvě dcery a syna Keitha Ingolda, který je známým chemikem pracujícím v Kanadě. Ingold zemřel v Londýně v roce 1970 ve věku 77 let.

## Spisy
- Struktura a mechanismus v organické chemii. Cornell University Press, 1953.
- Principy elektronové teorie organických reakcí. Chemical Reviews, sv. 15, 1934, s. 238–274.